# Carel Baten
Carel Baten of in het Frans Batin of in het Latijn Carolus Battus (Gent circa 1540 – Amsterdam circa 1617) was een arts en schrijver van medische en niet-medische boeken. Zijn medische boeken waren de eerste in de Nederlandse taal, wat niet iedereen in die tijd apprecieerde want geneeskunde werd alzo toegankelijk voor een breed publiek.

## Levensloop

De Val van Antwerpen betekende het einde van de artsenpraktijk van Baten in Antwerpen.

Baten werd geboren in een lutheraans gezin in Gent rond het jaar 1540. Zijn ouders waren Bartolomeus Battus en Martina Bissota. Vanwege godsdienstige vervolgingen van protestanten in de Spaanse Nederlanden verliet het gezin het graafschap Vlaanderen. Na een verblijf in Antwerpen reisde het gezin in 1556 door naar Rostock. De broers Carel, Paulus en Levinus studeerden samen geneeskunde aan de universiteit van Rostock vanaf 1557. 
In Rostock promoveerde Carel Baten tot arts in het jaar 1569. Als arts trok hij eerst rond in Frankrijk; hier leerde hij het werk kennen van de befaamde chirurg Ambroise Paré. Nadien reisde hij door Duitsland naar Hamburg. Van circa 1570 tot 1575 had hij een medische praktijk in Hamburg. Na 1575 vestigde hij zich als arts in Antwerpen, hij was er stadsarts (1575-1585). Het was de periode nadat Spaanse troepen de stad hadden geplunderd. Baten verzocht zijn lutheraanse medestanders om hun geloof ondanks alles te behouden. Na de Val van Antwerpen (1585) werd de agressie tegenover protestanten ondraaglijk. Baten verliet definitief de Zuidelijke Nederlanden in 1586. Na een verblijf in Hamburg (1587), voor de tweede maal in Hamburg, vestigde hij zich als stadsarts in Dordrecht (1588). In Dordrecht was hij ruim 10 jaar actief. Zoals eertijds in Antwerpen was hij er stadsarts (1588-1598). Baten slaagde erin als eerste medicus belangrijke medische boeken naar het Nederlands te vertalen. Het ging om referentiewerken in de geneeskunde. Zulke vertalingen naar het Nederlands waren in die tijd ongezien en niet iedereen kon dit appreciëren. 
Ten slotte vestigde hij zich in Amsterdam (1598) waar hij een grote medische praktijk had. Hij stierf in 1617.

## Werken

### Medische werken
- Propositiones de Morbo Gallico (Rostock 1569). Dit was zijn scriptie aan de universiteit van Rostock. De vertaling van de titel luidt Voorstellen voor de Franse ziekte. De Franse ziekte is vandaag bekend als syfilis. Dit medisch werk is het enige werk van Baten in het Latijn.
- Medecijnboec (Dordrecht 1589), ook genoemd Praxis Medicinae Universalis of Arztneibuch, oorspronkelijk van Christoph Wirsung of Wirtzung. Dit is een vertaling van een Duits medisch standaardwerk naar het Nederlands. De versie van Baten kende een belangrijk succes in de Nederlanden. Bij de tweede druk (1593) voegde hij Eene seer excellenten, gheëxperimenteerden nieuwen coc-boeck toe, het eerste gedrukte kookboek uit de Republiek .[3]
- Trackaet van alle de ghebreken der oogen, die hondert ende derthiene in getale zijn, de welcke de oogde onderworpen is, oorspronkelijk van Jacques Guillemeau (Dordrecht 1592). Dit is een vertaling van een Frans werk over oogziekten naar het Nederlands. Jacques Guillemeau was een leerling van Ambroise Paré.[4]
- De manuale Operatieën der Chirurgie (Dordrecht 1598). Dit is eveneens een Franse vertaling van Jacques Guillemeau naar het Nederlands.
- De chirurgie, ende alle de opera ofte wercken van Mr. Ambrosius Paré (Dordrecht 1592). Baten vertaalde het chirurgisch handboek van Ambroise Paré van het Frans naar het Nederlands. Baten zorgde als enige dat de heelkundige technieken van Ambroise Paré in de Nederlanden ingang vonden. Indirect zorgde Baten ervoor dat de chirurg Ambroise Paré in Japan bekend geraakte. Een Japanse student, Iraku Hiraku, nam kennis in Amsterdam van het boek van Baten en nam het mee naar Japan voor vertaling (18e eeuw).[5]
- Hant-Boeck der Chirurgyen, met bijvoegsels Wonden van het Hoofd van Hippocrates en Verbrandheit van G.F. Hildanus (1590). Dit boek schreef Baten zelf. Het kende vele herdrukken.

### Niet-medische werken
- Warachtige Historie van Doctor Johannes Faustus (1592)
- Van de Siele des Menschen (1601)
- Secreet-Boeck van vele diversche en heerlicke consten in veelderleye materien, met veel remedien teghen de innerlijcke en uytterlijcke gebreken der menschen. Ut Latijnsche, Francoische, Hooghduytsche ende Nederduytsche autheuren vergadert (Dordrecht, 1600).  Op basis van diverse bronnen schreef Baten dit handboek van kleine weetjes in de geneeskunde en het huishouden. Het is meer dan een vulgariserend werk van de geneeskunde. Hij beschreef hoe je kleren moest ontvetten, hoe je het weer kan voorspellen en hoe metalen hun glans verloren. Hij legde ook uit hoe je verf in verschillende kleuren kan bereiden, hoe je met metaal kan etsen en over andere technieken die je moet weten als kunstenaar.